# Barsberzence
Barsberzence (szlovákul Tekovská Breznica, németül Bresnitz an der Gran) község Szlovákiában, a Besztercebányai kerület Zsarnócai járásában.

## Fekvése
A település a Garam folyó völgyében fekszik, annak bal partján, Garamszentbenedek és Újbánya között.

## Élővilága

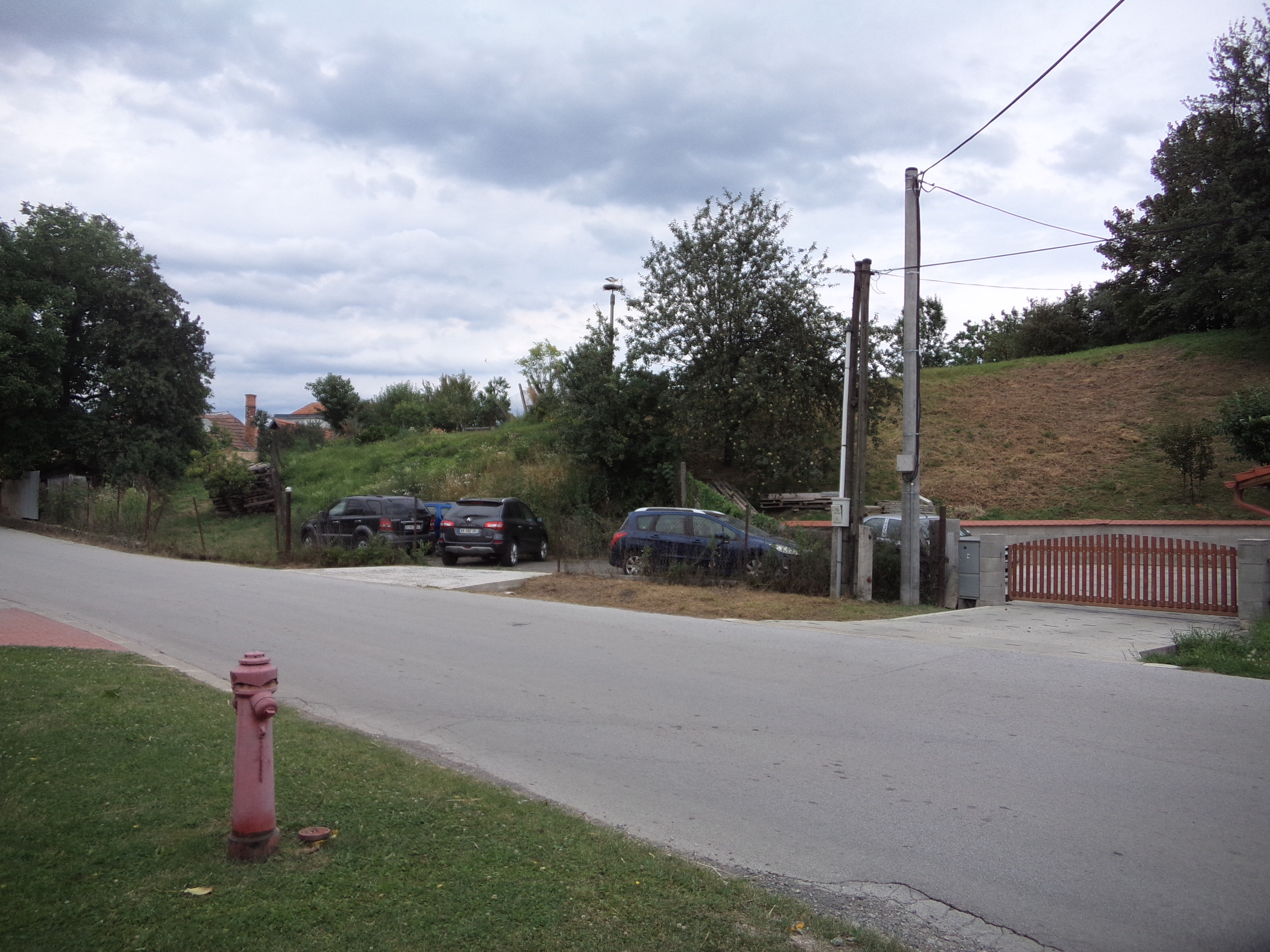

Barsberzencén egy gólyafészket tartanak nyilván.

## Története
1276-ban említik először, amikor a garamszentbenedeki bencés apátság tiltakozik amiatt, hogy az esztergomi érsekség elfoglalta a berzencei határban levő birtokát.
Várát az esztergomi érsek építtette a 13. század második felében, majd Csák Mátéé lett, aki alagutat ásatva foglalta el a várat. 1321 után újra érseki birtok és a 15. században az érsek helyre is állíttatja. 1472-ben Vitéz János érsek – meghiúsult összeesküvése után – Mátyásnak kénytelen átadni, azóta sorsa ismeretlen. 1563-ban egy feljegyzésben az olvasható, hogy a vár már nem áll és szükséges lenne a török elleni újbóli megerősítése.
A falu 1564-ben Revistye várának uradalmához tartozott a Dóczy család birtokaként. 1568-ban a törökök dúlták fel. 1600-ban 50 ház állt a faluban. 1647. június 6-án Aga Musztafa esztergomi bég támadta meg a falut, lakóit megölték, vagy fogságba hurcolták, végül a házakat felégették. 1720-ban 44 adófizető élt a faluban. 1768-ban 63 parasztház, 11 zsellérház és 2 nemesi kúria állt a településen. 1776-ban a besztercebányai püspökség volt a birtokos.
Vályi András szerint "BERZENCZE. Breznicze. Elegyes falu Bars Vármegyében, birtokosa Berthold Uraság, lakosai katolikusok, fekszik a’ felső járásban, tűzre, és épűletre való fáján kivűl, mivel saját határjában elegendő legelője van, gyümöltsös kertyei, ’s réttyei termékenyek, eladásra jó módgyok, Szent Benedeken, a’ hol három nap van héti vásár, ’s pénzt kereshetnek mind gyalog, mind szekerezéssel, malma is helyben van; második Osztálybéli."
Fényes Elek szerint "Berzencze, (Garan), Breznicz, tót falu, Bars vgyében, a Garan bal partján: 788 kath. lak. Kath. paroch. templom. – Fája, rétje elég; földje lehetős rozsot terem; fuvarozik; vizi malma van. F. u. a beszterczei püspök. Ut. p. Léva."
A trianoni békeszerződésig Bars vármegye Aranyosmaróti járásához tartozott.

## Népessége
| Év:            | 1994. | 2004.   | 2014.   | 2024.   |
| -------------- | ----- | ------- | ------- | ------- |
| Emberek száma: | 1355  | 1295    | 1247    | 1201    |
| Eltérés:       |       | -4,42 % | -3,70 % | -3,68 % |

| Év:            | 2023. | 2024.   |
| -------------- | ----- | ------- |
| Emberek száma: | 1199  | 1201    |
| Eltérés:       |       | +0,16 % |

1828-ban 136 házban 788 lakos élt.
1910-ben a falunak 1177, túlnyomórészt szlovák lakosa volt.
2011-ben 1253 lakosából 1164 szlovák.

## Nevezetességei

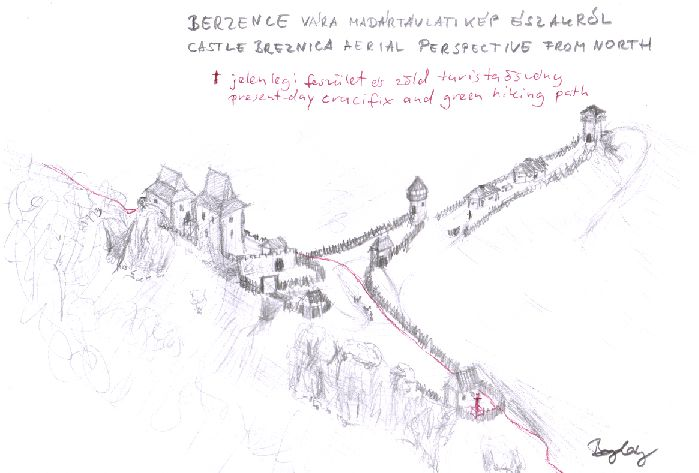
Berzence várának rajza

- A falutól délkeletre, 445 m magas hegy tetején állnak Berzence várának csekély maradványai.
- Szűz Mária tiszteletére szentelt régi, római katolikus temploma a 14. században épült, 1647-ben ez is elpusztult. Helyette 1734-ben építettek új templomot, melyet 1777-ben barokk stílusban építettek át. Ez 1856-ban egy tűzvészben leégett. A károkat helyreállították és 1913-ban a templomot bővítették.